# Бурков, Александр Степанович
Александр Степанович Бурков — советский хозяйственный, государственный и политический деятель.

## Биография
Родился в 1932 году. Член КПСС.
С 1953 года — на хозяйственной, общественной и политической работе. В 1953—2006 гг. — на советской и партийной работе в Свердловской области, председатель Каменского райисполкома, первый секретарь Каменского райкома КПСС Свердловской области, второй секретарь Северо-Осетинского обкома КПСС, на партийной работе в Пермской области, председатель правления Государственных трудовых сберегательных касс СССР, председатель правления Сбербанка СССР, председатель правления ряда коммерческих банков, член экономического отдела Ассоциации частных инвесторов.
Избирался депутатом Верховного Совета РСФСР 7-го и 10-го созывов.
Живёт в Москве.